# Paradijsbeek
De Paradijsbeek is een beek nabij Renkum in de Nederlandse provincie Gelderland.
De Paradijsbeek ontspringt bij de Paradijsspreng op Quadenoord te Renkum. De Paradijsbeek wordt naast de Paradijsspreng gevoed door de Eerste, Tweede en Derde Quadenoordse sprengen. De Paradijsbeek mondt uit in de Molenbeek.
In het noordelijk deel van de Paradijsbeek is in de jaren tachtig een doorgraving gemaakt waardoor de Molenbeek gedeeltelijk door de Paradijsbeek loopt.
Halverwege de Paradijsbeek waren aquaducten aangelegd om het water van de oostelijk sprengen over de Molenbeek te leiden naar de Paradijsbeek. Deze waterwerken zijn eveneens in de jaren tachtig vergraven.